# Station Oostende-Stad
Station Oostende-Stad is een voormalig spoorwegstation in de West-Vlaamse stad Oostende. Het was bij haar opening in augustus 1838 het eerste spoorwegstation aan de Belgische Kust en bleef in dienst tot april 1946 toen alle treindiensten werden overgeschakeld naar het later gebouwde Station Oostende-Zeehaven, dat vandaag het enige spoorwegstation van Oostende is.
Het station vormde het eindpunt van spoorlijn 50A tussen Brussel en Oostende, en spoorlijn 62 tussen Torhout en Oostende.

## Geschiedenis

### Het tijdelijke station
In maart 1836, nog geen jaar na de eerste Belgische treinrit, werd in de senaat besloten om een spoorlijn aan te leggen tussen Mechelen en Oostende om zo de westelijke delen van het land met Brussel te kunnen verbinden. De lijn werd op minder dan twee jaar uitgebouwd door de Belgische Staatsspoorwegen, die ook de exploitatie ervan zouden gaan voorzien. Hoewel het bestuur van de kuststad zich verheugde op de komst van de trein (en de hieraan verbonden economische en toeristische troeven) waren er bij voltooiing van het traject nog geen plannen voor een stationsemplacement in de toen nog ommuurde Oostendse binnenstad. Door de snelle aanleg van de lijn waren de vorm en locatie van het station nog niet goedgekeurd en bovendien bestond er vanuit militaire hoek de vrees dat het doorbreken van de stadswal voor een spoorweg de defensieve positie van de stad in gedrang zou brengen. Het eerste station, dat samen met de nieuwe lijn werd ingehuldigd in aanwezigheid van koning Leopold I op 28 augustus 1838, lag daarom op het grondgebied van Stene. Het ging hier slechts om een eenvoudige eindhalte met enkele - tijdelijk bedoelde - houten constructies om de reizigers en het personeel onderdak te bieden. De positie van het station buiten de stadsmuren werd echter niet gesmaakt door het stadsbestuur, die nog geen jaar na de opening van de lijn besloten om de spoorweg tot in de binnenstad te laten lopen. In 1839 begon de aanleg van een station ter hoogte van de handelsdokken (nu de 'Jachthaven Mercator').

### Het eerste stationsgebouw van Auguste Payen

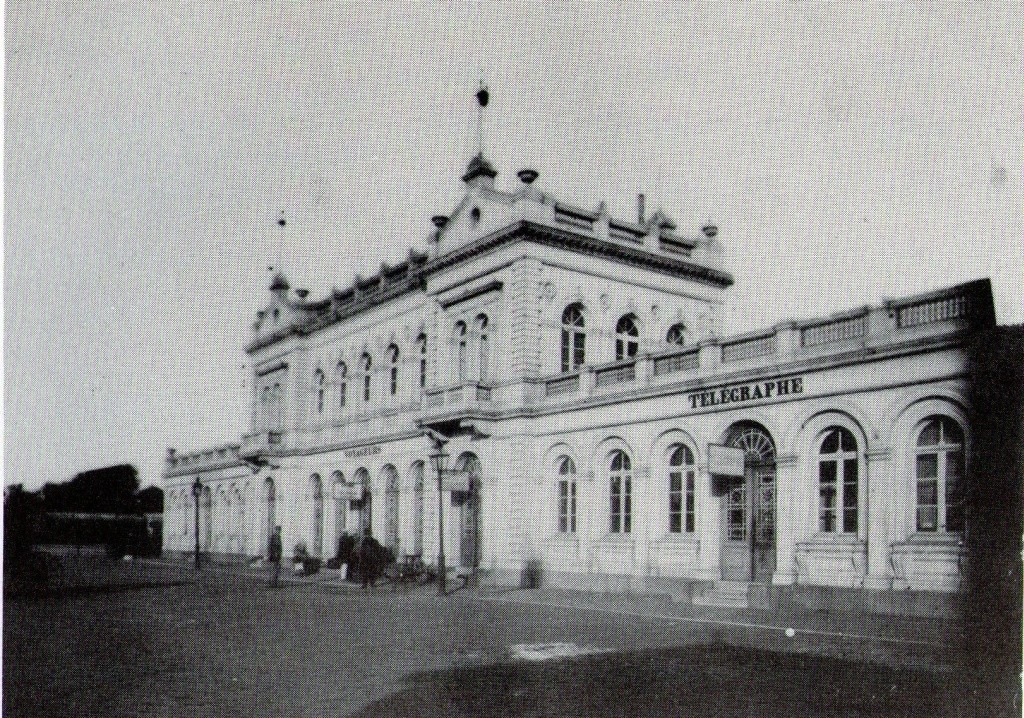
Het oorspronkelijke stationsgebouw van Oostende-Stad, ontworpen door Auguste Payen

De bekende Brusselse architect Auguste Payen, die in de eerste helft van de 19e eeuw tal van Belgische stations ontwierp in dienst van de Staatsspoorwegen, werd belast met het uittekenen van een nieuw, permanent bedoeld stationsgebouw voor Oostende. In 1840 werd de bouw aangevat van een stationscomplex in neoclassicistische stijl, een bouwvorm die op dat ogenblik erg populair was en vaak terugkeerde in Belgische stations. De werken waren omstreeks 1844 afgerond.
Het stationsemplacement bestond uit een symmetrisch hoofdgebouw dat met de voorgevel naar de kust gericht was en waarin zich loketten, een wachtruimte, dienstruimtes en een telegraafkantoor bevonden. Over de perronsporen, die parallel met het hoofdgebouw liepen, werd een eenvoudige tweedelige overkapping geplaatst. Verder telde het station nog enkele octrooigebouwen, een goederenloods en enkele rangeersporen. Aangezien dit het eindpunt van een lijn was kwamen er ook een locomotievenloods waarin het materieel van basisonderhoud kon worden voorzien.
Het neoclassicistische stationsgebouw bleef in deze vorm enkele decennia in gebruik, al werden er door de groei van Oostende als badstad en terminal voor boten naar Engeland in de 2de helft van de 19e eeuw een aantal aanpassingen gedaan aan het sporenplan en de stationsfaciliteiten. Zo werden de sporen in in 1871 doorgetrokken naar de kaai waar de pakketboten naar Dover aanmeerden om zo de overstap voor reizigers te vereenvoudigen. Hier kwam een tweede, kleiner station met de naam 'Oostende-Zeehaven'. De komst van verschillende nieuwe nationale en internationale treinverbindingen en de opening van lijn 62 naar Torhout maakten dat het oorspronkelijke station stilaan moest worden aangepast aan de toenemende ontwikkeling van de kuststad.

### Uitbreiding van het station door Félix Laureys

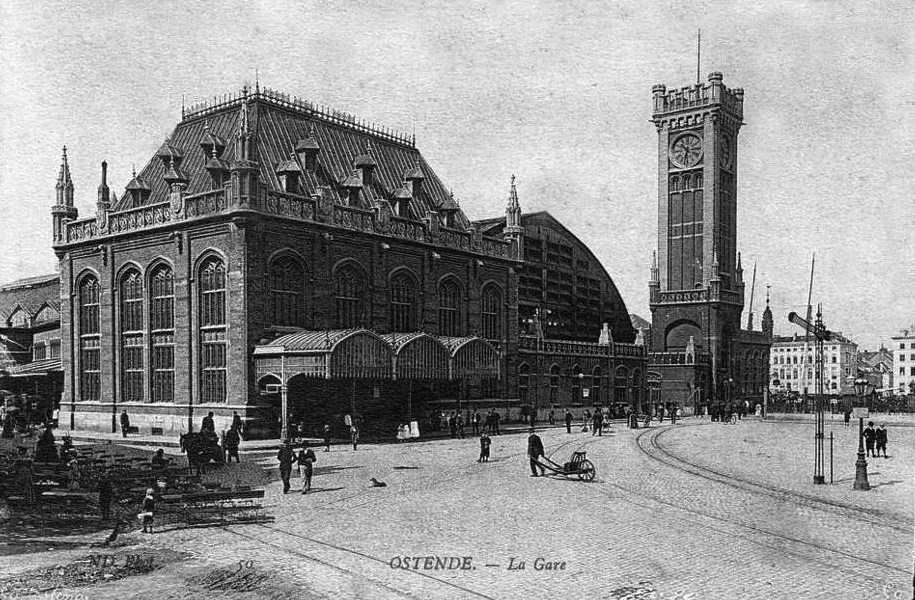
Oostende-Stad na de uitbreidingswerken

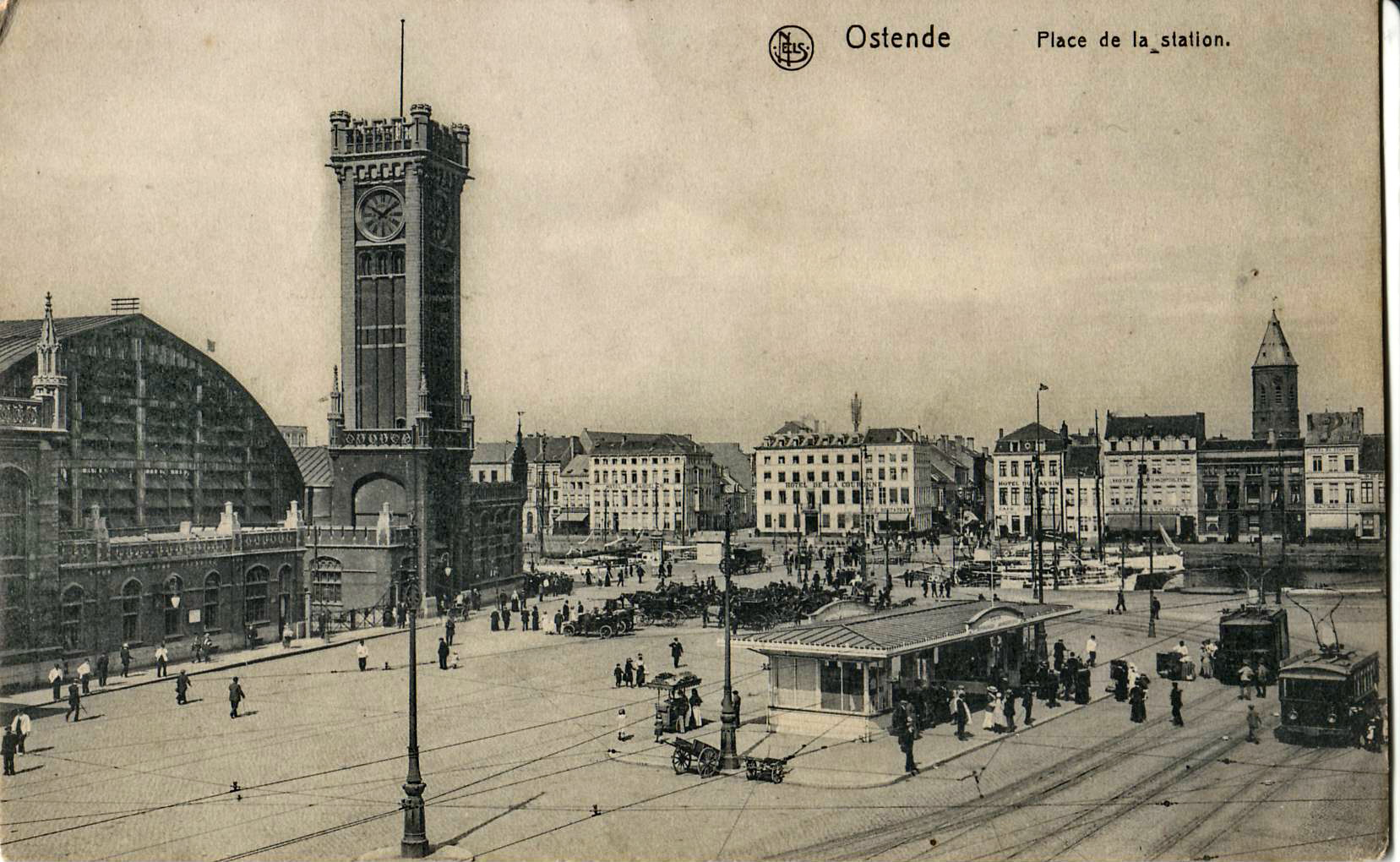
Het stationsplein

In 1871 nam de Oostendse gemeenteraad het besluit om station-stad grondig uit te breiden. Hierbij zou het eerste stationsgebouw van Payen worden geïncorporeerd in een nieuw, groter kopstation met voorgevel aan het huidige Ernest Feysplein. Er werd daarbij gekozen voor een neogotisch ontwerp van Félix Laureys, met één grote stationshal en een veertig meter hoge klokkentoren. De bouw hiervan werd in 1880 aangevat en de inhuldiging volgde op 30 juli 1882. Het nieuwe station had twee kopsporen en twee doorgaande sporen die dwars door de voorgevel naar de kaaihalte liepen, en telde verder tal van faciliteiten voor het nationaal en internationaal reizigersverkeer.

### Zwanengang van Oostende-Stad
Aan het einde van de 19e eeuw begon Oostende-Zeehaven stilaan aan belang te winnen ten opzichte van Oostende-Stad. Er werd bij de werken aan de haven een nieuwe binding aangelegd tussen de Pakketbotenkaai en de sporen richting Brugge, waardoor treinen niet meer automatisch het oorspronkelijke station moesten aandoen. Dit ging zich meer en meer richten op lokale verbindingen, terwijl de internationale lijnen en treinen richting Brussel verhuisden naar het zeehaven-station. Er ontstonden plannen om dit station fors uit te breiden en het op termijn te laten uitgroeien tot hoofdstation van Oostende.
Station Oostende-Stad wist de Eerste Wereldoorlog in tegenstelling tot Oostende-Zeehaven heelhuids te doorstaan, wat echter niet wegnam dat vanaf het interbellum haar belang verder afnam.
Reeds in 1919 dacht men eraan om beide stations samen te smelten, maar het bleef bij een gedachte. Rond 1934 werd dit idee opnieuw bekeken. Vanaf oktober 1935 werden er al treinen van de lijn Brugge-Oostende omgeleid naar het zeestation, waar hiervoor het aantal sporen van zes naar elf werd gebracht. Men moest hiervoor het Brandarisdok, een handelsdok gelegen tussen de stations, dempen, evenals de verbindingsvaart langs het Maria Hendrikapark.
Na 1935 stopten enkel de treinen naar Torhout er nog, maar er bestonden reeds plannen om ook deze lijn rechtstreeks naar het kaaistation te laten doorlopen.

### Tweede Wereldoorlog
Tijdens de Tweede Wereldoorlog werd Oostende-Zeehaven voorbehouden als militair station, waardoor alle burgerlijke treindiensten tijdelijk opnieuw via Oostende-Stad liepen. Deze positie bleef het station houden tot april 1946, wanneer het kaaistation opnieuw werd geopend voor normaal verkeer.

### Sluiting en sloop
Toen Oostende-Zeehaven op 4 april 1946 opnieuw in gebruik werd genomen en de nieuwe verbinding met Torhout gereed was, viel de spoorwegfunctie van Oostende-Stad onherroepelijk weg. De sporen werden niet lang hierna opgebroken en de monumentale stationsoverkapping werd nog enkele jaren gebruikt als evenementenhal, onder de naam 'Albert Hall'.
In 1956 werd uiteindelijk besloten om het station te slopen om plaats te maken voor de uitbreiding van de Leopold III-laan. Het laatste deel van de afbraak bestond uit het dynamiteren van de monumentale klokkentoren, een evenement dat door vele toeschouwende Oostendenaars werd gevolgd. Op de plaats van het voormalige station staan tegenwoordig appartementsgebouwen en een Delhaize-supermarkt